# Synagoge Rödingen

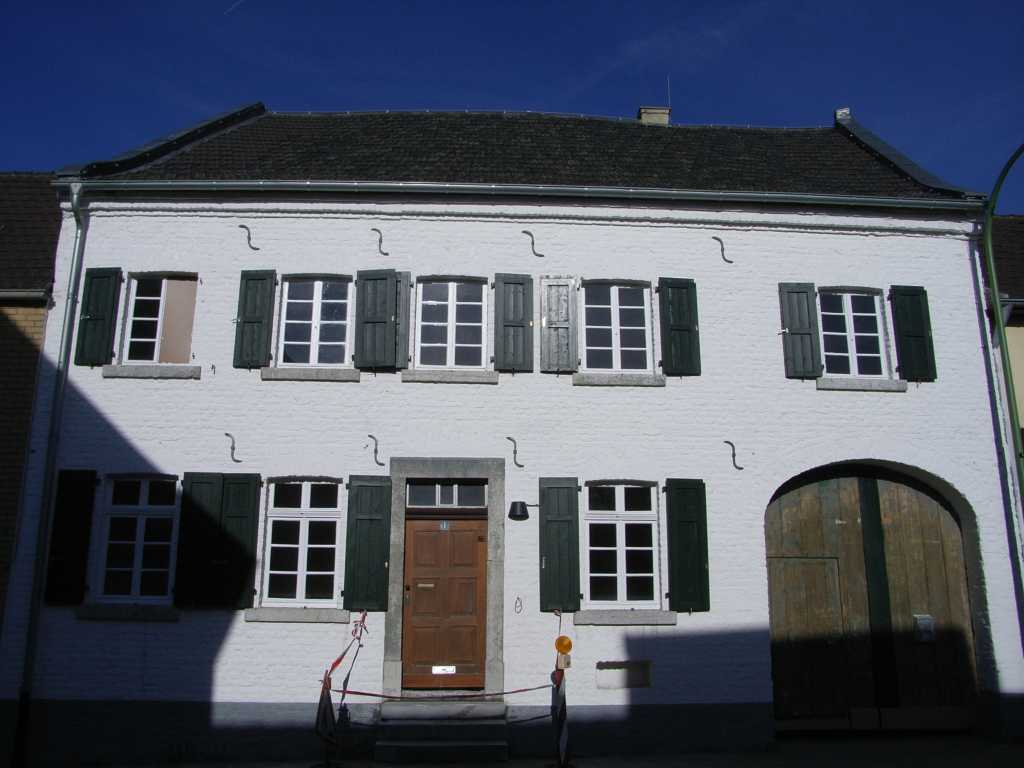
Wohnhaus des früheren Gemeindevorstehers von 1841

Die profanierte Synagoge Rödingen (Gemeinde Titz im Kreis Düren) ist eine der wenigen erhaltenen Landsynagogen im Rheinland.
Das Gebäude liegt versteckt in Rödingen hinter dem ehemaligen Wohnhaus des Synagogenvorstehers Isaak Ullmann an der Straße „Mühlenend“, Hausnummer 1. Am 6. September 2009 eröffnete der Landschaftsverband Rheinland (LVR) in dem Gebäudeensemble das „LVR-Kulturhaus Landsynagoge Rödingen“ mit einer Dauerausstellung zum Thema „Jüdisches Leben im Rheinland“. Das Kulturhaus ist ein Projekt des LVR-Instituts für Landeskunde und Regionalgeschichte. Es präsentiert ein breites kulturelles Veranstaltungsprogramm. Auch Führungen zum Jüdischen Friedhof Rödingen werden angeboten.

## Geschichte

### Jüdische Gemeinde Rödingen
Schon im Mittelalter existierte eine kleine jüdische Gemeinde. Die früheste Erwähnung stammt aus dem Jahre 1271. Zur Zeit der Guter Werner-Verfolgung 1287 und während der Judenverfolgungen zur Zeit des Schwarzen Todes 1349 waren Rödinger Opfer von Pogromen. Das Nürnberger Memorbuch nennt für das letztere Ereignis acht nicht namentlich genannte Personen. Die Gemeinde ging unter.
In der Frühen Neuzeit ließen sich erneut Juden in Rödingen nieder. Im 17. Jahrhundert existierte wieder eine jüdische Gemeinde, erwähnt werden 1672 eine Judengasse und 1745 ein Judenfriedhof. Die Gemeinde war Teil der Landjudenschaft des Herzogtums Jülich-Berg. Von 1808 bis 1847 (?) gehörte die Gemeinde zum Konsistorium Krefeld, seither war sie bis 1926 Filialgemeinde der Synagogengemeinde Jülich. Zur Rödinger Gemeinde gehörten 1843 auch Juden aus den umliegenden Dörfern Oberembt, Tollhausen und Kirchtroisdorf, letztere drei Orte lagen im Kreis Bergheim. Kirchtroisdorf wurde 1854 der Elsdorfer Gemeinde zugeschlagen.

### Synagoge und Vorsteher-Wohnhaus
Seit 1820 bestand eine Betstube im Wohnhaus von Isaak Ullmann. 1841 brach er das Wohnhaus ab und errichtete ein neues Haus an gleicher Stelle. Im selben Jahr erhielt die jüdische Gemeinde die Genehmigung zum Bau einer Synagoge. Das Gebäude wurde auf dem Grundstück von Issak Ullmann, der auch der Vorsteher der Gemeinde war, im Hof seines Wohnhauses errichtet. 1849 schenkte er die Synagoge der jüdischen Spezialgemeinde Rödingen.
Die letzten Gottesdienste fanden dort wahrscheinlich um 1900 statt, da es der jüdischen Gemeinde nicht mehr gelang einen Minjan zu stellen. 1926 lebten nur noch drei jüdische Menschen im Dorf, hierunter auch die ledige Sibiila Ullmann, die Tochter von Issak Ullmann. Daher löste die Synagogengemeinde Jülich im Februar desselben Jahres die Filialgemeinde Rödingen auf. Unter dem wirtschaftlichen Druck in der Zeit des Nationalsozialismus sahen sich die Erben des Synagogenerbauers 1934 gezwungen, das Grundstück mit der ehemaligen Synagoge und dem Wohnhaus zu verkaufen. Sibilla Ullmann zog in das jüdische Altersheim in Rheydt. Von dort wurde sie 1942 in das KZ Theresienstadt deportiert.
Neuer Eigentümer war eine katholische Schaustellerfamilie, die mit ihrem Fahrgeschäft, einem Kinderkarussell die Volksfeste der Umgebung aufsuchte. Die Synagoge wurde nun als Werkstatt genutzt, in der jeweils im Winter das Karussell repariert wurde und einen neuen Farbanstrich erhielt.
Diesem Umstand ist es zu verdanken, dass die nun zweckentfremdete Rödinger Synagoge den Pogromen des Jahres 1938 entging.
Im Haus sind die Spuren von Sakralgegenständen der beiden Religionen, die die jeweiligen Hausbewohner ausübten, zu finden. An der Eingangstür und den Türen der Innenräume sind Spuren der Mesusot zu erkennen. Über einige Türen sind die Schattenrisse von Kreuzen zu sehen.

## Denkmaleintrag
Darstellung der wesentlichen charakteristischen Merkmale dieser Baudenkmäler:
Die letzte im Kreisgebiet von Düren erhaltene Synagoge entstand in den Jahren 1841/42. Das kleine Backsteingebäude befindet sich auf dem rückwärtigen Teil des Grundstückes und ist nur durch das Vorderhaus erreichbar. Trotz seines desolaten Zustands kommt dem Synagogengebäude eine herausgehobene Bedeutung zu, da es aufgrund des >Vergessenwordenseins< einen Originalzustand wiedergibt, wie er sonst kaum noch anzutreffen sein dürfte. Der Typus einer Landsynagoge aus der Mitte des 19. Jahrhunderts ist hier anschaulich überliefert. Vor allem sind im Innern charakteristische Merkmale eines jüdischen Kultraumes erhalten, wie z. B. die Nische für den Toraschrein, die Frauenempore, Wandmalereien. Angesichts der Zerstörungen von Synagogen in der Reichspogromnacht kommt diesem Objekt ein hoher Dokumentationswert zu.
Das Vorderhaus, 1934 Wohnhaus des Spezialsynagogenvorstehers, hat nach Kriegsschäden im Außenbau seiner Substanz Veränderungen erfahren, gehört aber aufgrund seiner spezifischen Geschichte zum denkmalwerten Ensemble dazu und vervollständigt den Zeugniswert. Gemeinsam mit der Synagoge wurde auch das Vorderhaus 1841/42 errichtet. Bis dahin stand an diesem Ort schon ein jüdischer Betsaal. Es handelt sich hier also um eine Örtlichkeit, die schon seit langer Zeit als Zentrum der jüdischen Glaubensgemeinschaft Bestand hat.

Demnach sind die beiden Objekte von Bedeutung für die Geschichte des Menschen. Ihre Erhaltung liegt aus religionsgeschichtlichen, orts- und sozialgeschichtlichen sowie architekturgeschichtlichen Gründen im öffentlichen Interesse. Die Voraussetzungen für die Eintragung in die gemeindliche Denkmalliste sind gemäß § 3 DSchG NRW erfüllt.
Siehe auch Denkmalliste Titz Nr. 90, Eintrag: 3. Juli 1996

## Kulturhaus
1999 hat der Landschaftsverband Rheinland das denkmalgeschützte Gebäudeensemble erworben, um es vor weiterem Verfall zu retten und neu zu beleben. An den Tagen des Offenen Denkmals konnte die Öffentlichkeit das Gebäudeensemble besichtigen. Ab Herbst 2006 wurden die Gebäude saniert. Am 6. September 2009 eröffnete der Landschaftsverband Rheinland hier das „LVR-Kulturhaus Landsynagoge Rödingen“.
Der Landschaftsverband Rheinland zeigt in dem Haus eine Dauerausstellung zum Thema „Jüdisches Leben im Rheinland“. Der Schwerpunkt liegt auf dem Landjudentum, noch im 19. Jahrhundert lebte die Mehrheit der rheinischen Juden in Dörfern und Kleinstädten.

### Dauerausstellung und Synagoge
Die Ausstellung wurde im ehemaligen Wohnhaus eingerichtet. Jeder Raum ist einem Thema gewidmet. Im Erdgeschoss befindet sich der Medienraum mit der Präsenzbibliothek, hier wird der Film über die Rödinger Synagoge Die Tante mit der Synagoge im Hof. Aus dem Leben rheinischer Landjuden gezeigt. Der Raum Familie stellt fünf Generationen der Familie Ullmann vor, in einem Kurzfilm erzählt Ellen Eliel-Wallach über ihre Großtante Sibilla Ullmann. In der ehemaligen Küche werden die jüdischen Speisegesetze erläutert. Im Obergeschoss sind die Räume der Geschichte des Wohnhauses und der Synagoge, den Spuren des jüdischen Lebens in Rödingen, der Geschichte des rheinischen Judentums und der jüdischen Religion gewidmet. Über einen Innenhof gelangt der Besucher in die ehemaligen Synagoge. Hier sind noch die Nische, wo der Toraschrein aufgestellt war, die Halterung, woran das Ner Tamid befestigt war, und die hölzerne Frauenempore erhalten.

### Museumspädagogik
Einzelbesucher der Dauerausstellung können über ein Audiosystem in deutscher und in englischer Sprache weitere Informationen erhalten. Das Kulturhaus bietet thematische Gruppenführungen in der Synagoge, im Vorsteherhaus und im Dorf für Erwachsene, Jugendliche und Schulklassen an. Der Dorfrundgang führt zur ehemaligen Judengasse und zum jüdischen Friedhof.

#### Angebote für Kinder
- Kindern im Grundschulalter werden spezielle Führungen zu dem Themenfeld koschere Küche angeboten.
- Eine Rallye führt durch Synagoge, Dauerausstellung und Dorf.
- Im Innenhof des Kulturhauses kann ein eigens entworfenes MEMORSPIEL, ein Gesellschaftsspiel für Paare, mit großformatigen, wetterfesten Spielkarten zu jüdischen Themen gespielt werden.
- Quaderförmige Würfel, deren Seiten jeweils ein Motiv aus der Landsynagoge zeigen, können in einem Puzzlespiel zu einer senkrecht stehenden, hohen Wand aufgebaut werden.

#### App
Mit dem BIPARCOURS-App Das Quiz entdeckt der Besucher auf spielerische Weise jüdisches Leben im Rheinland und begibt sich auf Spurensuche in der Synagoge. Die App wurde in Zusammenarbeit mit dem Bildungspartner NRW entwickelt und ist kostenlos für Android- und iOS-Geräte erhältlich.

### Veranstaltungen
Das LVR-Kulturhaus Landsynagoge Rödingen wird als kultureller Veranstaltungsort für Lesungen, Buchvorstellungen, Vorträge, Workshops, Seminare, Filme und Konzerte genutzt. Aus der Fülle dieser Veranstaltungen werden im Folgenden einige vorgestellt:
- In der Veranstaltungsreihe Lebensgeschichten. Im Gespräch mit erzählen Personen jüdischer Herkunft aus ihrem Leben, so auch Ellen Eliel-Wallach, die Urenkelin des Rödinger Synagogenstifters.
- Exponate der Dauerausstellung werden vorgestellt und erläutert; so der Torawimpel (ehemals aus Bielefeld), die Sabbatlampe (aus dem Rheinland) und die Menorah (ehemals Synagoge Vettweiß).
- Der Dokumentarfilm Im Himmel, unter der Erde über den Jüdischen Friedhof Berlin-Weißensee wurde von der eigens angereisten Regisseurin Britta Wauer vorgestellt.
- Über die Kindertransporte aus NRW 1938/39 berichteten Cordula Lissner und Ursula Reuter vom Kölner Lern- und Gedenkort Jawne.
- Im Mai findet der Internationale Museumstag statt. Für die Besucher wird der Workshop – Mein Name auf Hebräisch angeboten.
- Im September lädt das Haus zum Tag des offenen Denkmals ein.
- Als weitere Veranstaltung im September begeht das Kulturhaus den Europäischen Tag der jüdischen Kultur. Hierzu wurde für Rödingen die Veranstaltungsreihe Jüdische Metropolen zu Gast in der Landsynagoge entwickelt. An diesem Tag wird jeweils das jüdische Leben einer Stadt mit Vorträgen, Filmen und anderen Programmpunkten vorgestellt. Bisher waren es Tel Aviv, Frankfurt, Berlin und Curacao, letztere ist ein bedeutender Ort in der jüdischen Geschichte von Amerika.
- Die Landsynagoge Rödingen beteiligt sich auch an den Jüdischen Kulturtagen im Rheinland.
- Am Rödingener „Kornelius-Markt“, dem traditionellen Markttag während der örtlichen Kirmes im September, werden Führungen durch das Haus angeboten.
- Die Landsynagoge präsentiert sich mit einem Infostand am „Tag der Archäologie“ der Außenstelle Titz-Höllen des LVR-Amts für Bodendenkmalpflege und am „Tag der Begegnung“ des LVR in Köln-Deutz, einem inklusiven Fest für Menschen mit und ohne Behinderung.
- In Zusammenarbeit mit der Sprachabteilung des LVR-Instituts für Landeskunde und Regionalgeschichte wurde die Tagung „Jiddisch im Rheinland. Auf den Spuren der Sprachen der Juden“ veranstaltet.

### Präsenzbibliothek
Über 50 Judaica-Bücher, vor allem zur Geschichte und Kultur des rheinischen Judentums, können in der Präsenzbibliothek eingesehen werden. Die Bandbreite reicht von historischen Gesamtdarstellungen, Lokal- und Regionalliteratur, Autobiographien aus dem Rheinland, Literatur zur Religion, Kochbüchern, Kinderbüchern bis hin zu der französischen Comic-Reihe Die Katze des Rabbiners des Zeichners Joann Sfar. Vorhanden sind die Standardwerke „Feuer an Dein Heiligtum gelegt“. Zerstörte Synagogen 1938 Nordrhein-Westfalen, von Michael Brocke sowie Jüdisches Kulturerbe in Nordrhein-Westfalen. Teil I: Regierungsbezirk Köln und Teil II Regierungsbezirk Düsseldorf von Elfi Pracht-Jörns. Auch wenn das Kulturhaus sich nicht als Gedenkstätte versteht, so sind doch die Gedenkbücher des Bundesarchivs im Buchbestand vorhanden.

### Museumshop
Kippot, Literatur und Filme zum rheinischen Judentum sowie museumspädagogisches Material werden angeboten. Das oben erwähnte MEMORSPIEL (diese Version hat kleinformatige Spielkarten) kann erworben werden. Interessierte am Hebräischen Alphabet finden Schablonen, Kühlschrankmagnete und bedruckte Lineale.

### Öffentlichkeitsarbeit
Das Kulturhaus betreibt eine Webseite, einen Facebook- und einen Instagram-Auftritt. Interessierte können sich auch durch einen Newsletter über die Veranstaltungen informieren lassen. Hierzu werden auch Flyer erstellt. Über die Dauerausstellung und die Landsynagoge informiert ein Flyer, der auch in englischer Version angeboten wird.
Bei verschiedenen Veranstaltungen haben Interessierte die Gelegenheit, sich ihren Vornamen in hebräischen Schriftzeichen auf einem Button drucken zu lassen.

### Barrierefreiheit
Die Webseite bietet ausführliche Informationen zur Barrierefreiheit, Menschen mit Gehbehinderung und Rollstuhlfahrer sowie Gebärdensprach-Videos.

## Stelen
Seit Mai 2016 informieren drei Stelen im öffentlichen Raum über jüdische Orte im Dorf. Sie stehen gegenüber dem Vorsteherhaus, am Anfang der ehemaligen Judengasse (Standort Korneliuskapelle) und dem jüdischen Friedhof. Sie weisen alle mittels eines Fensters einen „Durchblick“ auf das vorzustellende Objekt auf. Mit Hilfe der Brailleschrift können sich auch Blinde und stark Sehbehinderte informieren.

## Outdoor-Ausstellung
2021/2022 beteiligte sich das KULTURHAUS am Jubiläumsjahr
1700 Jahre jüdisches Leben in Deutschland mit der mobilen
Outdoor-Ausstellung „1700 Jahre jüdisches Leben im Rheinland“, die von einem Museumsteam betreut wird. Unter dem Motto „>Jüdisch vor Ort“ besuchte die Wanderausstellung Schulen, Stadt- und Museumsfeste.

## Galerie

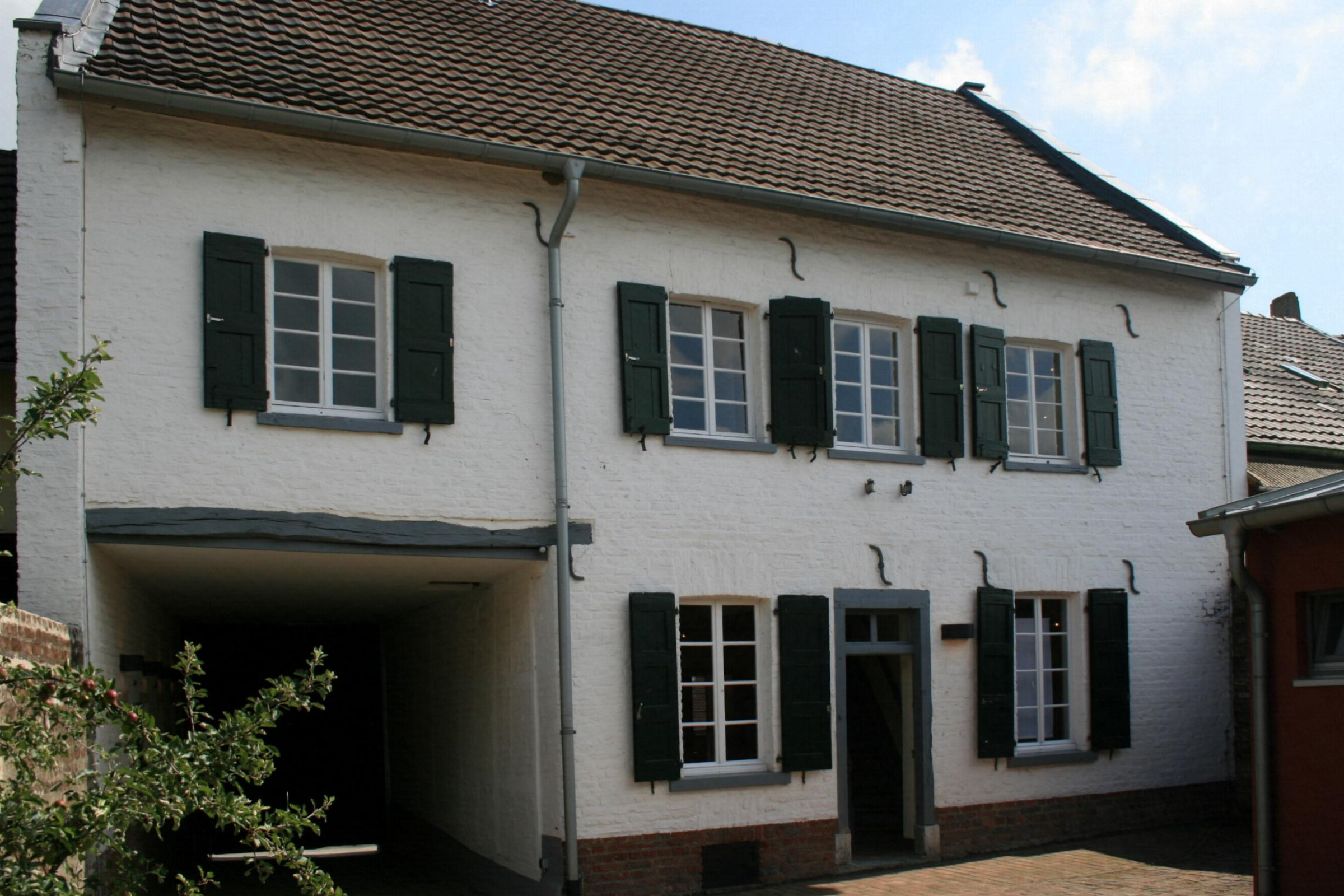
Hofansicht des Wohnhauses
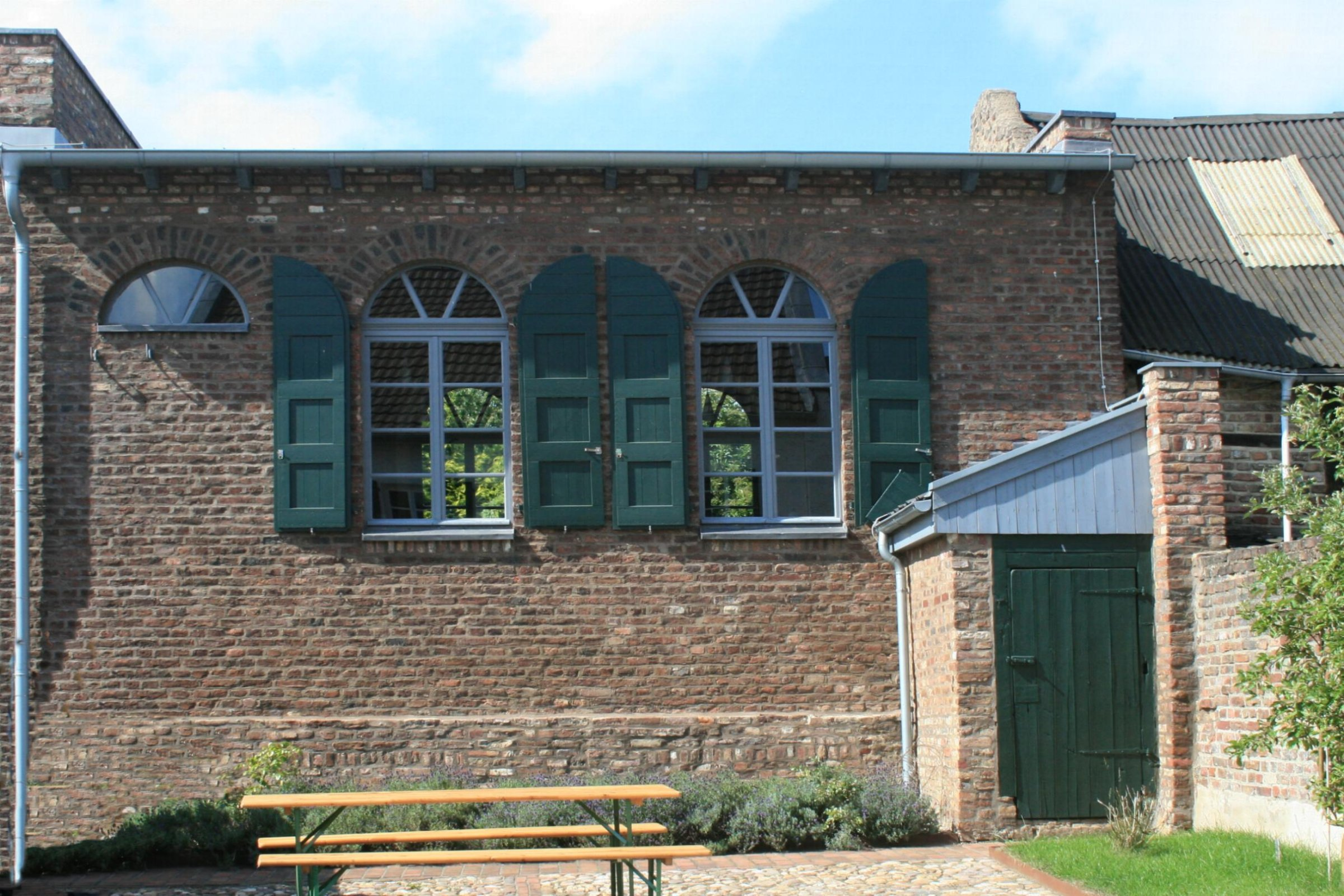
Hofansicht der Synagoge
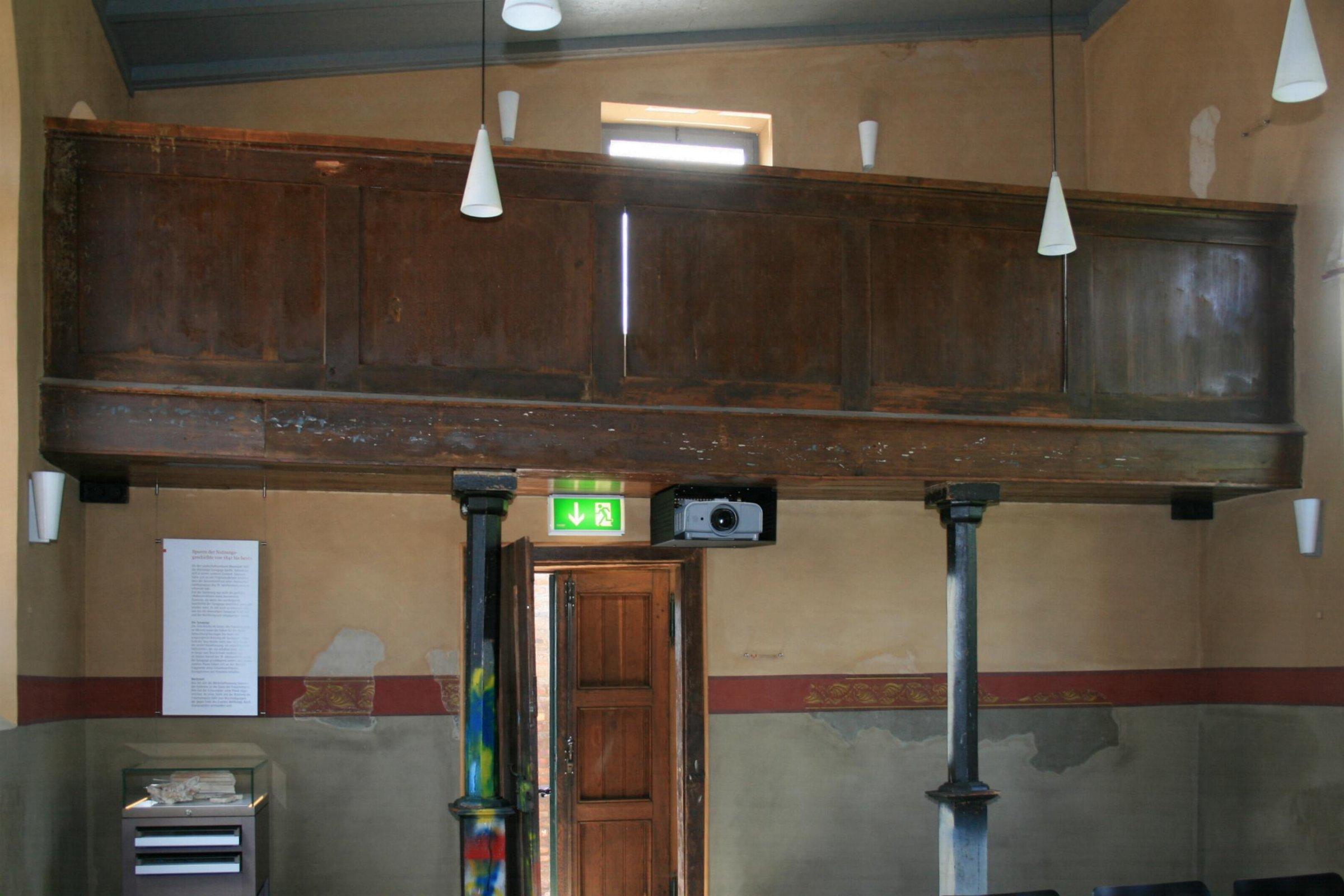
Empore in der Synagoge
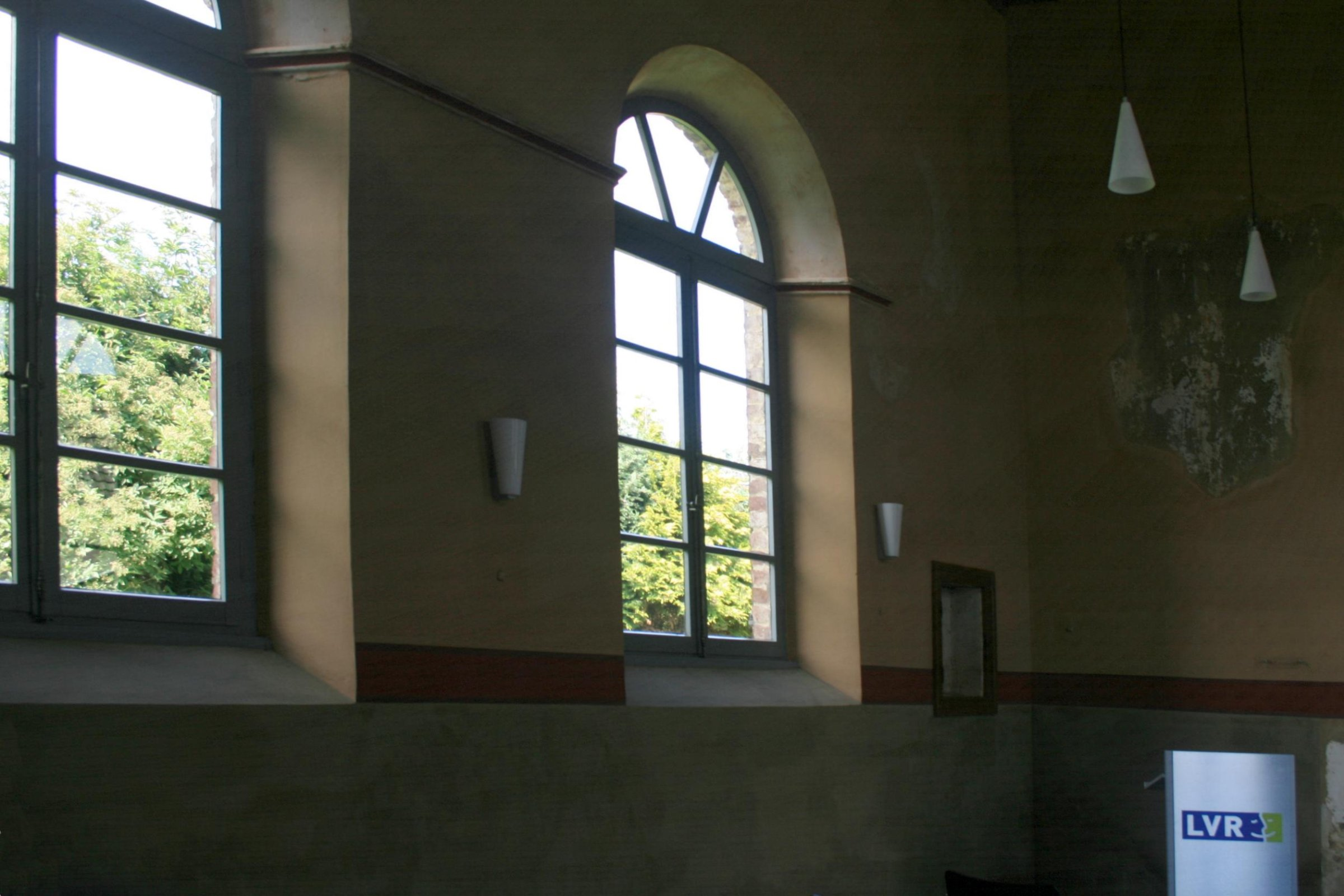
Fenster der Synagoge

## Veröffentlichungen

### Pädagogisches Material
- Monika Grübel, Judith Rust, Alexander Schmalz (Idee und Realisation): MEMORSPIEL, LVR-Kulturhaus Landsynagoge Rödingen, Rödingen 2011. Dieses Gesellschaftsspiel zeigt auf 64 Spielkarten Motive jüdischen Lebens im Rheinland.
- LVR-Kulturhaus, Landsynagoge Rödingen (Hrsg.): Rallye. Kinder in die Synagoge. Die Broschüre für Kinder umfasst 24 Seiten.
- Alexander Schmalz: Arbeitsblatt Mein Name auf Hebräisch.

## Filme
- Barbara Stupp (Buch und Regie), Monika Grübel (Begleitheft und Redaktion): Die Tante mit der Synagoge im Hof. Aus dem Leben rheinischer Landjuden. 26 Minuten. Eine Produktion des Medienzentrums Rheinlands im Auftrag des Kulturamtes des Landschaftsverbandes Rheinland. VHS-Kassette, Düsseldorf 2002. DVD mit umfangreichem Begleitheft, Düsseldorf 2005.[2]
- Monika Grübel, Dagmar Hänel, Alexander Schmalz (Buch und Regie): Hauptsache kein Schwein. Koscher und halal leben im Rheinland. 40 Minuten. Ein Film des LVR-Instituts für Landeskunde und Regionalgeschichte und des LVR-Kulturhauses Landsynagoge Rödingen. DVD mit umfangreichen Begleitheft (24 Seiten, 13 Abbildungen), Köln / Leverkusen 2013 / 14.